# Bruno Lage
Bruno Miguel Silva do Nascimento (* 12. Mai 1976 in Setúbal), bekannt als Bruno Lage, ist ein portugiesischer Fußballtrainer.

## Leben
Als Spieler kam Bruno Lage auf der Position des Außenstürmers nicht über den Amateurfußball hinaus. Der in Setúbal geborene Lage begann seine Trainerlaufbahn 1997 in der Jugend seines Heimatvereins Vitória Setúbal. Nach seiner ersten Trainerstation arbeitete er als Jugend- bzw. Assistenztrainer für eine Reihe kleinerer Vereine in Portugal. Lage trainierte von 2004 bis 2012 im Jugendbereich von Benfica Lissabon und arbeitete später als Assistenztrainer von Carlos Carvalhal bei Sheffield Wednesday und Swansea City. Von 2012 bis 2014 arbeitete Lage für zwei Jahre als Jugendtrainer in Dubai. Lage kehrte im Juli 2018 nach Portugal zurück, um Trainer der Reservemannschaft zu Benfica zu werden.
In der Saison 2018/19 übernahm Lage die erste Mannschaft von Benfica als Interimstrainer und löste am 3. Januar 2019 Rui Vitória ab. Sein erstes Spiel in der Primeira Liga leitete er am 6. Januar beim 4:2-Heimsieg gegen Rio Ave FC und wurde acht Tage später zum Cheftrainer ernannt. Am 10. Februar, nachdem er zwei Lissabonner Derbys in Folge gewonnen hatte – darunter einen 4:2-Auswärtssieg in der Liga –, führte er Benfica zum höchsten Sieg in der Primeira Liga seit 1964 und zum ligaweit höchsten Sieg seit 1965, einem 10:0 gegen Nacional Funchal, womit der Rekord für den höchsten Sieg im neuen Estádio da Luz aufgestellt wurde. Am Ende der Saison 2018/19 wurde Benfica unter Lage portugiesischer Meister. Nach einer Serie an sieglosen Spielen wurde der Vertrag von Lage bei Benfica am 4. Juli 2020 aufgelöst.
Im Juni 2021 sollte Lage die Nachfolge seines Landsmanns Nuno Espírito Santo beim Premier-League-Verein Wolverhampton Wanderers antreten. Er benötigte eine Anhörung für eine Arbeitserlaubnis, da er nach dem Brexit nicht automatisch in Großbritannien arbeiten durfte. Die Anhörung war erfolgreich und am 9. Juni wurde er als neuer Cheftrainer des Vereins bestätigt. In seiner ersten Saison als Trainer der Wolverhampton Wanderes führte er das Team auf den 10. Tabellenplatz im Endklassement. Im Sommer 2022 investierte der Klub mehr als 100 Millionen Pfund in neue Spieler, unter den Neuzugängen befanden sich Gonçalo Guedes, Matheus Nunes und Saša Kalajdžić. Die Ergebnisse des Teams blieben die ersten Spieltage der Saison 2022/23 hinter den Erwartungen zurück, nach acht Spieltagen stand das Team mit sechs Punkten und nur einem Sieg auf einem Abstiegsplatz. Einen Tag nach einer 0:2-Liganiederlage gegen West Ham United wurde Bruno Lage Anfang Oktober 2022 entlassen.
Anfang Juli 2023 erhielt Lage einen Kontrakt beim Botafogo FR in Brasilien. Am 3. Oktober wurde er wieder entlassen.
Im September 2024 wurde er als Nachfolger von Roger Schmidt erneut Trainer bei Benfica.

## Erfolge
Benfica
- Primeira Liga: 2018/19
- Portugiesischer Fußball-Supercup: 2019

Auszeichnungen
- Primeira Liga bester Trainer: 2019